# Бен Саада, Шауки
Шауки Бен Саада (араб. شوقي بن سعادة‎; 1 июля 1983, Бастия, (Франция) — тунисский футболист, нападающий. Является гражданином двух стран — Франции и Туниса.

## Биография

### Клубная карьера
Играть в футбол учился в футбольной школе клуба «Бастия». За основную команду начал выступать с 2001 года. В высшей лиге дебютировал 12 августа 2001 года в матче против «Лиона». С 2002 года стал постоянным игроком основного состава. Играл за клуб на протяжении семи сезонов, из них четыре сезона в высшей лиге, а с 2005 года — три сезона в Лиге 2 французского чемпионата.
В июле 2008 года за 750 тысяч евро перешёл в клуб «Ницца». В сезоне 2008/09 стать игроком основного состава ему не удалось. Преимущественно, выходил на замену во втором тайме. Дебютировал в чемпионате 9 августа в матче против команды «Гавр». Первый гол за «Ниццу» забил 26 апреля 2009 года в ворота клуба «Сент-Этьен».
В августе 2011 года перешёл в клуб «Ланс», выступавший в Лиге 2. В команде стал одним из лидеров, выходя на поле в 34 матчах, забил 2 гола и сделал 7 результативных передач. Команда заняла итоговое 12-е место из 20.
6 августа 2012 года на правах свободного агента перешёл в клуб «Арль-Авиньон», занявший в сезоне 13-е место во французской Лиге 2.

### Карьера в сборной
Бен Саада, будучи гражданином Франции, играл за французские сборные U15, U17, U18 и U21. В составе сборной играл на чемпионате мира среди юниоров 2001 года, проходившем в Тринидаде и Тобаго. Французская сборная стала победителем турнира.
В 2005 году, став гражданином Туниса, 26 марта 2005 года дебютировал за сборную в матче против Малави.
В составе сборной участвовал в розыгрышах Кубка конфедераций 2005 года и Кубка африканских наций 2006, 2008 и 2010 годов.
В первоначальный состав сборной на чемпионат мира по футболу 2006 года Бен Саада не попал. Когда в июне 2006 года Джемаа на тренировке травмировал колено, Шауки был включён в заявку сборной. На чемпионате сыграл 11 минут, выйдя на замену в матче против украинской сборной.
После КАН-2010 в сборную больше не привлекался.

## Достижения
- Чемпион мира среди юниоров: 2001